# SOs (киберспортсмен)
Ким Ю Джин (кор. 김유진, род. 16 октября 1993, Сачхон, Республика Корея), более известный под своим никнеймом sOs, — корейский профессиональный игрок в StarCraft II, играющий за расу протоссов. Ранее был известен под псевдонимом sHy. Единственный в истории двукратный чемпион мира по StarCraft II: он выиграл WCS Global Finals в 2013 и 2015 годах; также является чемпионом мира по версии Intel Extreme Masters 2014 года. По состоянию на середину 2021 года, за свою карьеру sOs заработал более 665 000 долларов призовых.

## Биография

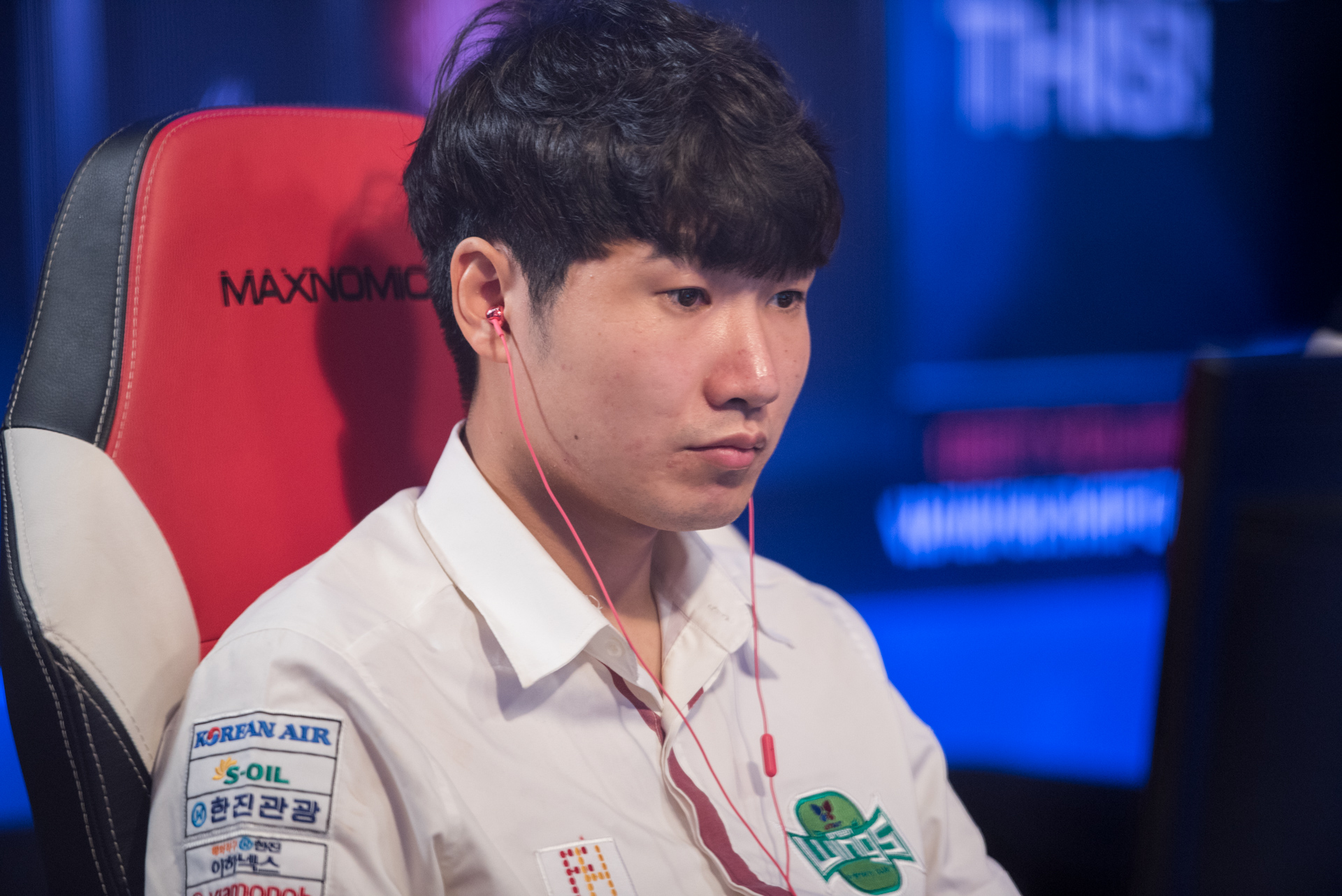
sOs на HomeStory Cup XIV в 2016 году

Со слов sOs, во времена первого StarCraft он был игроком-любителем и играл за расу терранов. Затем он вдохновился игрой Ким «Bisu» Тхэк Ёна и особенностью стратегии игры за расу протоссов, заключающейся в сборе мощной армии и проведении одной решающей атаки, поэтому переключился на протоссов и выбрал их же в качестве основной расы в StarCraft II.
По словам sOs, большая часть его тренировок проходит в рейтинговом режиме StarCraft II; лишь когда приближается крупный турнир он просит у своих сокомандников помощи и тренирует конкретные стратегии с ними.
В 2013 году sOs стал чемпионом мира, обыграв в финале WCS Ли Дже Дона. В 2015 году он повторил этот результат, обыграв в финале WCS чемпиона мира 2014 года Ли «Life» Сын Хёна и став таким образом первым в истории двукратным чемпионом мира по StarCraft II.
В мае 2014 года было объявлено, что на руль направления хвоста самолёта Boeing 737-800, принадлежащего команде Jin Air Green Wings, будет нанесён портрет Кима Ю Джина.
На Intel Extreme Masters в Пхёнчхане, приуроченный к Зимним Олимпийским играм 2018, sOs дошёл до финала, в котором проиграл Саше «Scarlett» Хостин. На WCS Global Finals 2018 года встретился в четвертьфинале с фаворитом турнира, Чо «Maru» Сон Чу, и победил его, однако вылетел в полуфинале, проиграв Ким «Stats» Дэ Ёпу.

## Стиль игры
sOs известен своим креативным подходом к игре и использованию нестандартных тактик. В соревновательных матчах он не брезгует даже такими стратегиями, как раш фотонными пушками. Комментатор Йоан «ToD» Мерло описывает игру Кима так: «всё, что он делает, неординарно».
В бою sOs считает микроконтроль своей слабой стороной и старается выигрывать за счёт многозадачности.

## Достижения

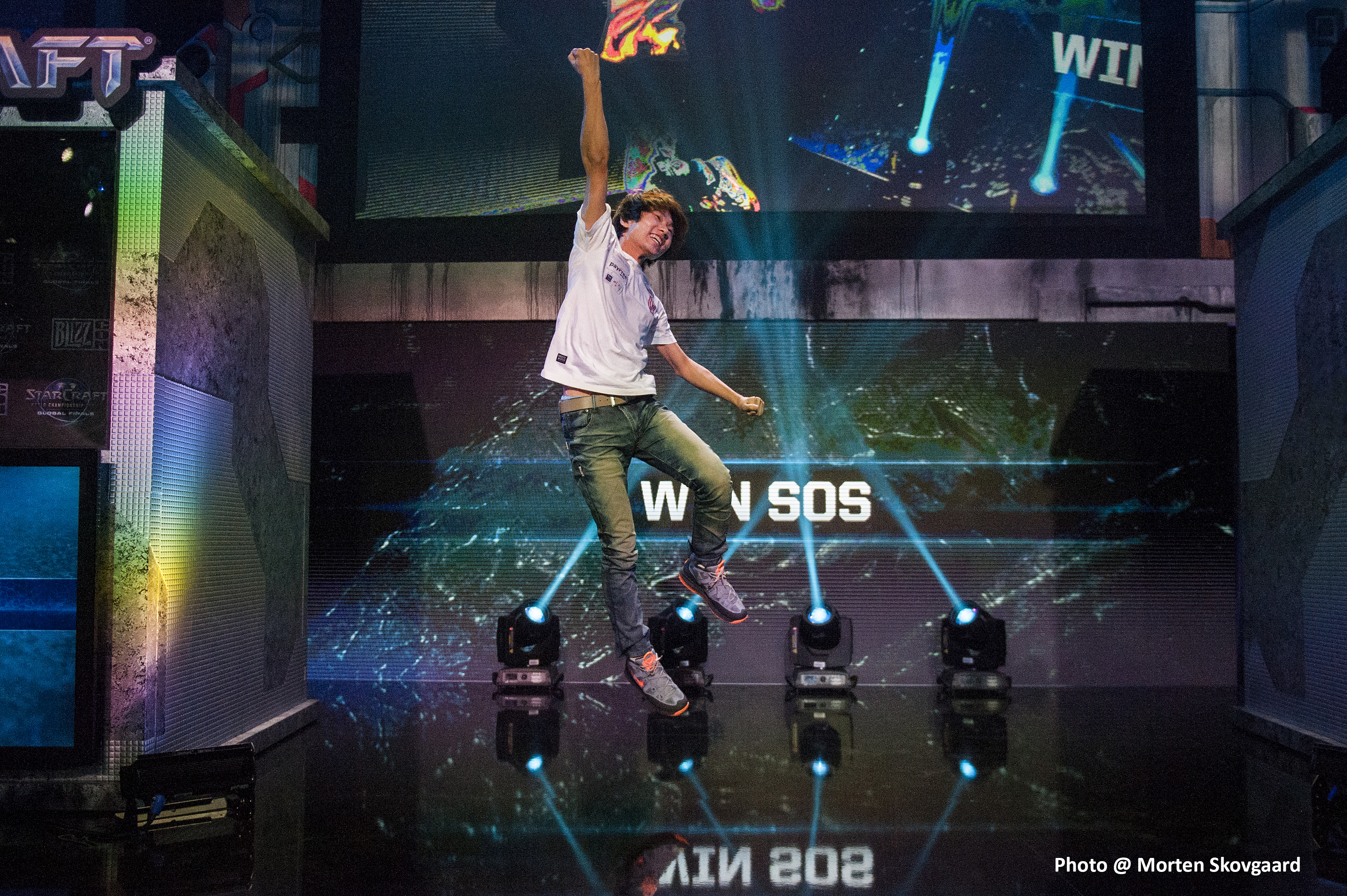
sOs после победы на 2013 WCS Global Finals

- 2013 WCS Season 1 Korea GSL: Code S (3—4 место)
- 2013 WCS Season 1 (2 место)
- 2013 WCS Global Finals (1 место)[3]
- Red Bull Battle Grounds New York City (2 место)
- IEM Season VIII — World Championship (1 место)
- 2014 Hot6ix Cup (1 место)
- 2015 Global StarCraft II League Season 2: Code S (3—4 место)
- MSI Masters Gaming Arena 2015 (1 место)
- 2015 DreamHack Open: Stockholm (3—4 место)
- 2015 WCS Global Finals (1 место)[4]
- 2016 Global StarCraft II League Season 2: Code S (2 место)
- 2016 WCS Korea Season 2 Cross Finals (3—4 место)
- 2017 Global StarCraft II League Season 1: Code S (3—4 место)
- 2017 Global StarCraft II League Season 3: Code S (2 место)
- IEM Season XII — PyeongChang (2 место)
- 2018 AfreecaTV GSL Super Tournament 2 (2 место)
- 2018 WCS Global Finals (3—4 место)
- 2019 AfreecaTV GSL Super Tournament 1 (3—4 место)
- 2021 AfreecaTV GSL Super Tournament 2 (3—4 место)